# Palais des congrès de Peñiscola
Le Palais des congrès de Peñiscola (en valencien : Palau de Congressos de Peníscola, en espagnol Palacio de Congresos de Peñíscola) est un édifice multi-fonctionnel de la ville de Peñíscola. Il a été conçu par les architectes Ignacio García et Ángela García.

## Situation
L'édifice est situé dans la cité de Peníscola (Baix Maestrat, Communauté valencienne), dans la rue Maestro Bayarri, faisant coin avec la rue Blasco Ibáñez.

## Superficie
- Superficie du Parc: 4 437 m2;
- Superficie au sol: 3 033 m2;
- Superficie construite: 6 175 m2.

## Prestations
L'édifice comporte un vestibule donnant accès à deux étages, un auditorium de 760 m2, une salle d'expositions de 39,30 m2 destinée à accueillir des expositions de tout type, trois salles de réunions de 64,50 m2 chacune, une salle pour des comités de 39,30 m2, une cafeteria de 180 m2 avec vue sur la cité, une salle de presse de 44,75 m2, divers bureaux de 15 m2 et une salle VIP de 44,40 m2.

## Galerie

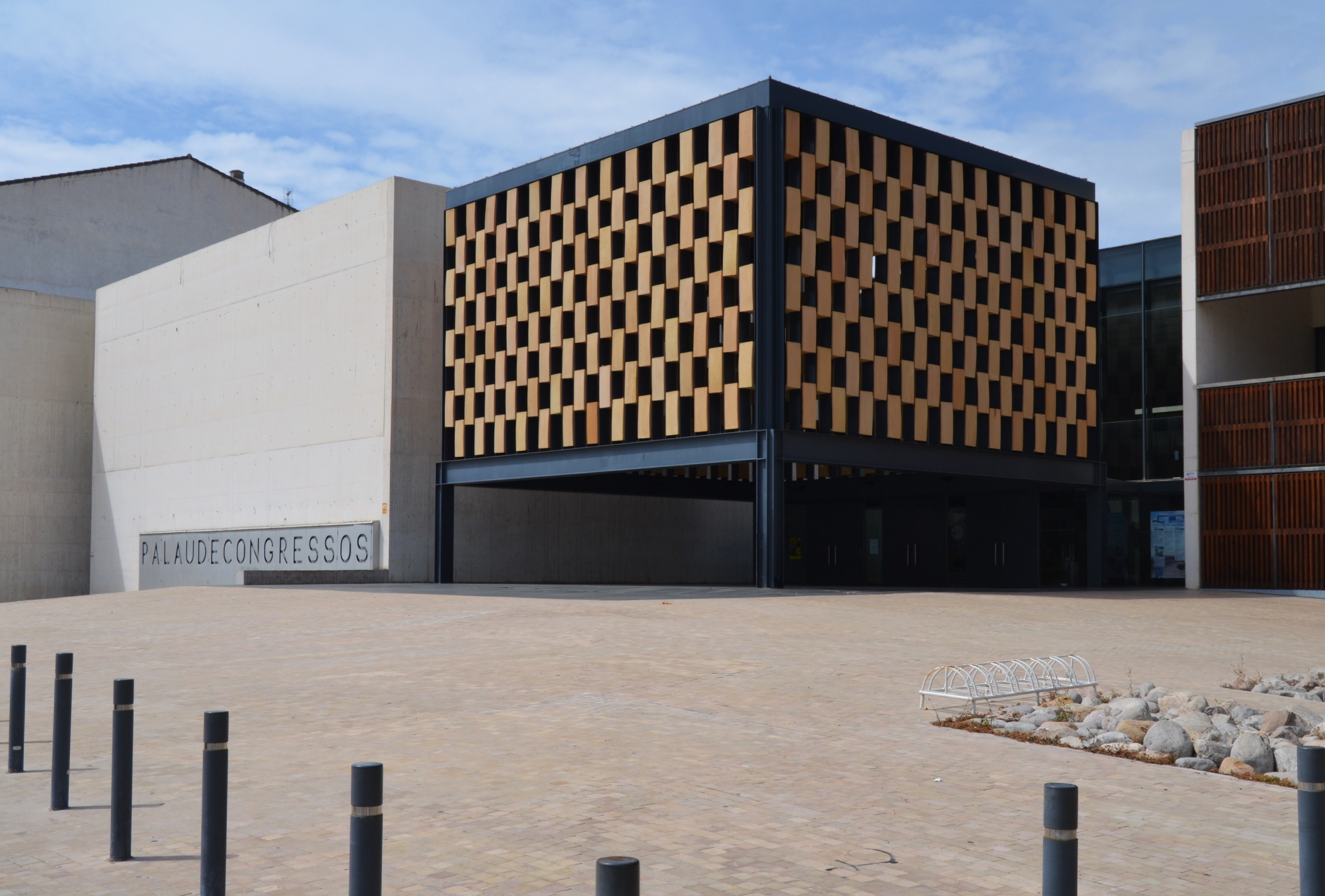
Façade.
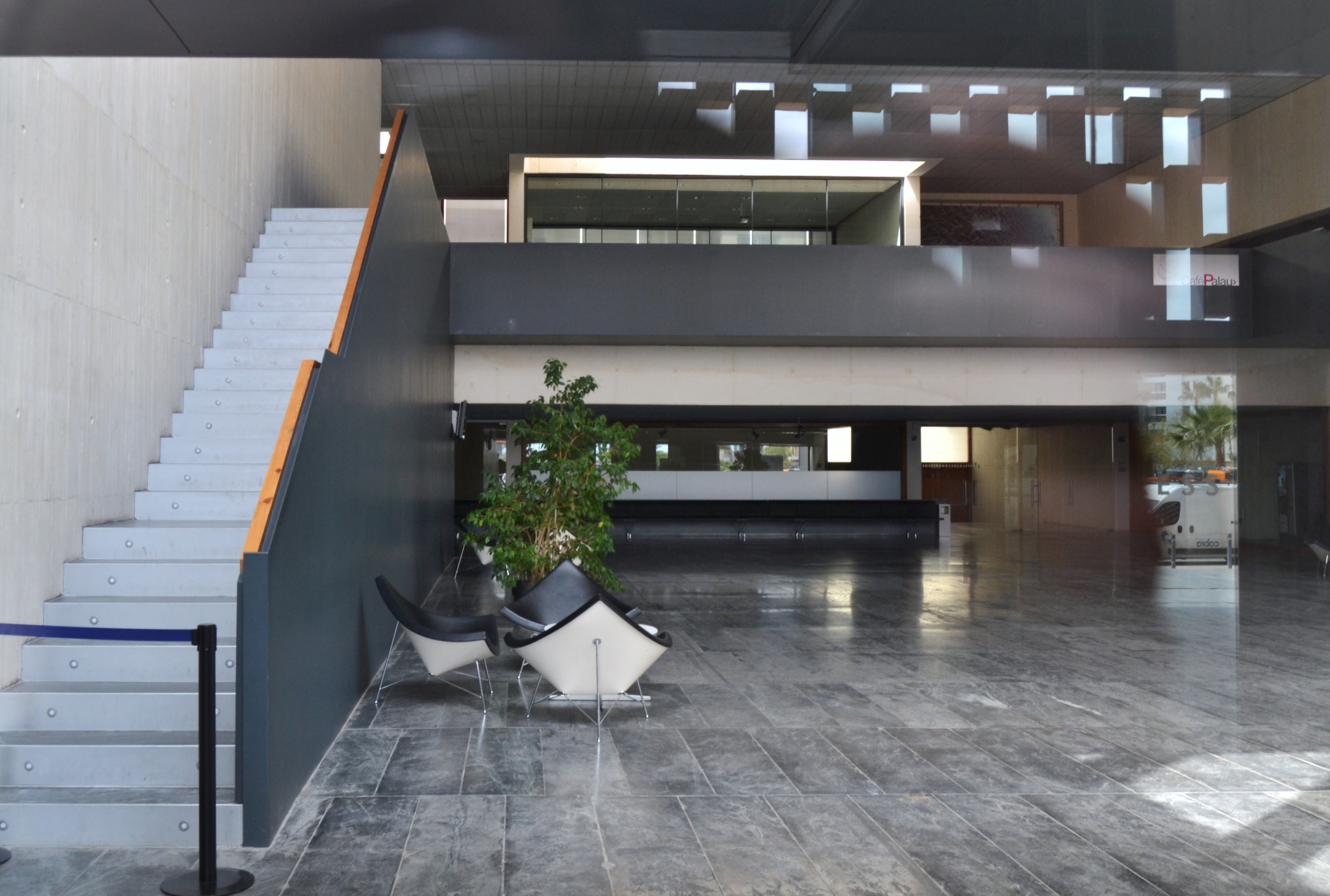
Hall d'entrée.
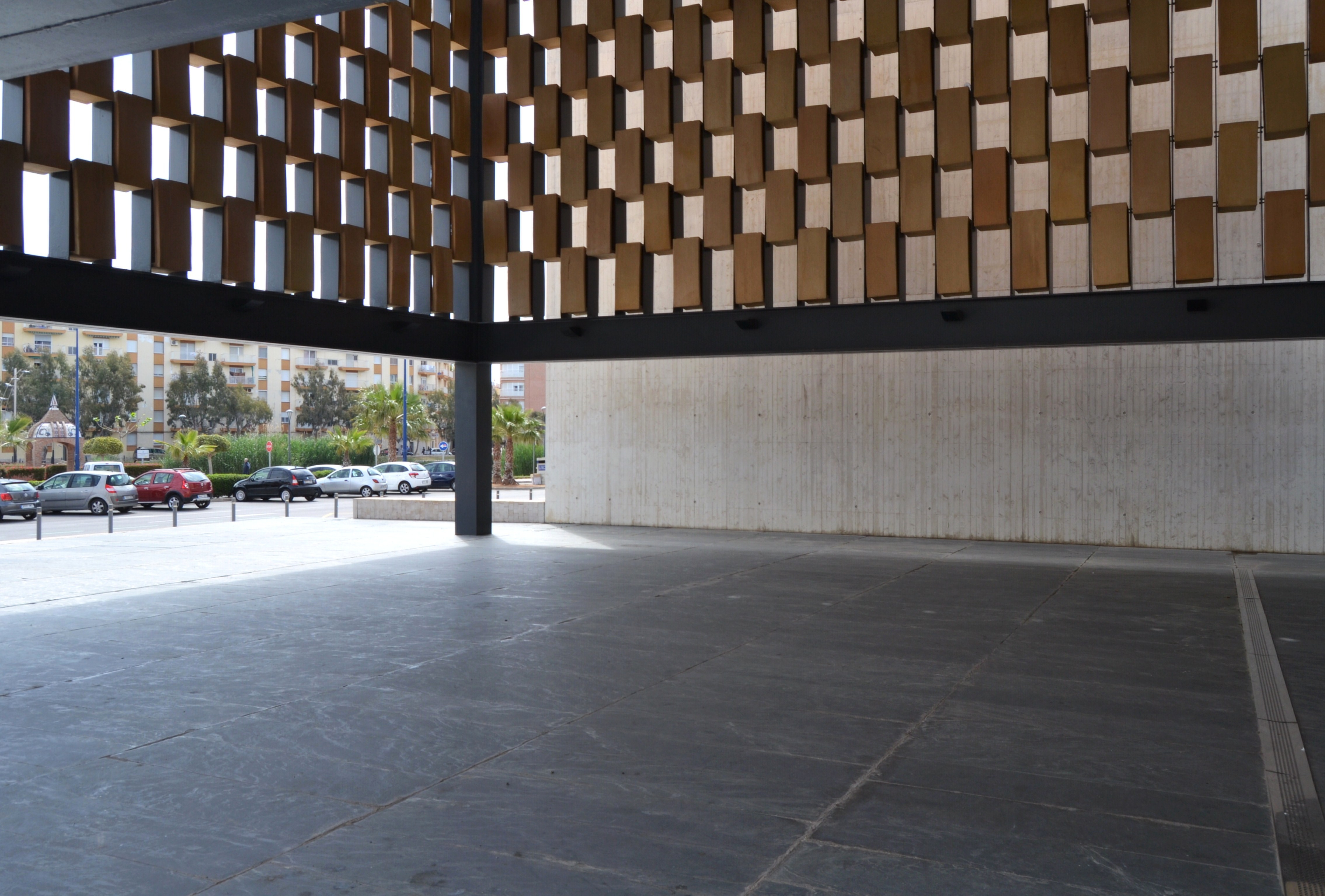